# Vuurstorm (boek)
Vuurstorm (Engelse titel: Real-Time World) is een bundeling sciencefiction- en horrorverhalen uit 1978 van de Britse schrijver Christopher Priest. De verhalenbundel werd in 1978 uitgegeven door Born NV Uitgeversmaatschappij en het was het laatste boek in hun serie Born SF. De uitgeverij zou een aantal jaren later opgekocht worden.
| Originele titel         | Jaar | Titel Born               |
| ----------------------- | ---- | ------------------------ |
|                         |      | Inleiding                |
| The head and the hand   | 1972 | Het hoofd en de hand     |
| Fire storm              | 1970 | Vuurstorm                |
| Double consummation     | 1970 | Dubbelconsumptie         |
| A woman naked           | 1974 | Een naakte vrouw         |
| Transplant              | 1974 | Transplantatie           |
| Breeding ground         | 1970 | Voedingsbodem            |
| Sentence in binary code | 1971 | Vonnis in binaire code   |
| The perihelion man      | 1970 | Richting zon             |
| The run                 | 1966 | De rit                   |
| Realtime World          | 1972 | Met kranten dichtgeplakt |